# Naranja
Naranja (spanisch für Orange) ist ein census-designated place (CDP) im Miami-Dade County im US-Bundesstaat Florida. Das U.S. Census Bureau hat bei der Volkszählung 2020 eine Einwohnerzahl von 13.509 ermittelt.

## Geographie
Naranja liegt etwa 35 km südwestlich von Miami. Der CDP wird vom U.S. Highway 1 und der Florida State Road 821 (Homestead Extension of Florida’s Turnpike, mautpflichtig) tangiert.

## Demographische Daten
Laut der Volkszählung 2010 verteilten sich die damaligen 8303 Einwohner auf 3005 Haushalte. Die Bevölkerungsdichte lag bei 2129,0 Einw./km². 47,9 % der Bevölkerung bezeichneten sich als Weiße, 41,3 % als Afroamerikaner, 0,3 % als Indianer und 2,3 % als Asian Americans. 5,2 % gaben die Angehörigkeit zu einer anderen Ethnie und 3,0 % zu mehreren Ethnien an. 51,6 % der Bevölkerung bestand aus Hispanics oder Latinos.
Im Jahr 2010 lebten in 55,8 % aller Haushalte Kinder unter 18 Jahren sowie 14,2 % aller Haushalte Personen mit mindestens 65 Jahren. 79,2 % der Haushalte waren Familienhaushalte (bestehend aus verheirateten Paaren mit oder ohne Nachkommen bzw. einem Elternteil mit Nachkomme). Die durchschnittliche Größe eines Haushalts lag bei 3,27 Personen und die durchschnittliche Familiengröße bei 3,59 Personen.
37,5 % der Bevölkerung waren jünger als 20 Jahre, 32,5 % waren 20 bis 39 Jahre alt, 21,9 % waren 40 bis 59 Jahre alt und 8,0 % waren mindestens 60 Jahre alt. Das mittlere Alter betrug 27 Jahre. 48,1 % der Bevölkerung waren männlich und 51,9 % weiblich.
Das durchschnittliche Jahreseinkommen lag bei 28.652 $, dabei lebten 40,5 % der Bevölkerung unter der Armutsgrenze.
Im Jahr 2000 war Englisch die Muttersprache von 66,26 % der Bevölkerung, Spanisch sprachen 28,14 % und 5,60 % hatten eine andere Muttersprache.